# Иличевич, Иво
И́во Или́чевич (нем. и хорв. Ivo Iličević; род. 14 ноября 1986, Ашаффенбург, Бавария) — хорватский и немецкий футболист, игравший на позиции полузащитника.

## Биография

### Клубная карьера
Иличевич начал свою карьеру в качестве игрока молодёжного состава команды «Виктория» из немецкого города Ашаффенбурга, играл, как правило, на позиции нападающего. В 2005 году он перешёл в «Дармштадт 98». Тренер Бруно Лаббадиа вскоре сделал Иво постоянным игроком основного состава. За два сезона Иличевич сыграл 44 матча и забил 8 голов. В 2006 году он перешёл в клуб Бундеслиги «Бохум».
В 2010 году Иво подписал контракт с «Кайзерслаутерном».
31 августа 2011 года Иличевич перешёл в «Гамбург». По окончании контракта в сезоне 2015/15 покинул команду.
24 августа 2016 года Иличевич на правах свободного агента заключил трёхлетний контракт с российским клубом «Анжи». Однако в конце 2016 новый владелец клуба Осман Кадиев сделал ставку на местных игроков и отпустил ряд легионеров, в том числе и Иличевича, пожелав им удачи.
30 января 2017 года было официально объявлено о переходе Иличевича в алматинский «Кайрат». Контракт подписан на 2 года, с возможностью продления ещё на 1 сезон. За два сезона дважды выиграл с командой серебряные медали чемпионата Казахстана и дважды Кубок Казахстана по футболу.
30 января 2019 года было объявлено о переходе Иличевича в немецкий «Нюрнберг». 30 марта он дебютировал в матче 27-го тура Бундеслиги против «Аугсбурга» (3:0).

### Карьера в сборной Хорватии
В молодёжной сборной Хорватии Иличевич дебютировал в мае 2007 года. 6 июня 2007 года он забил два гола в матче со сборной Греции, который завершился со счётом 3:2.
29 сентября 2008 года был Иличевич вызван в национальную сборную Хорватии на матчи против Украины и Андорры, но на поле так и не выходил. 12 октября 2010 года Иличевич дебютировал в сборной, выйдя на замену в матче с командой Норвегии. 9 февраля 2011 года в товарищеском матче со сборной Чехии Иво отметился красивым голом, забитым после курьёзной ошибки голкипера Петра Чеха.

## Достижения

### «Кайзерслаутерн»
- Чемпион Второй Бундеслиги: 2009/10

### «Кайрат»
- Серебряный призёр чемпионата Казахстана (2): 2017, 2018
- Обладатель Кубка Казахстана (2): 2017, 2018